# Palaganangudy
Palaganangudy è una suddivisione dell'India, classificata come town panchayat, di 8.880 abitanti, situata nel distretto di Tiruchirappalli, nello stato federato del Tamil Nadu. In base al numero di abitanti la città rientra nella classe V (da 5.000 a 9.999 persone).

## Geografia fisica
La città è situata a 10° 43' 28 N e 78° 48' 39 E.

## Società

### Evoluzione demografica
Al censimento del 2001 la popolazione di Palaganangudy assommava a 8.880 persone, delle quali 4.477 maschi e 4.403 femmine. I bambini di età inferiore o uguale ai sei anni assommavano a 1.163, dei quali 507 maschi e 656 femmine. Infine, coloro che erano in grado di saper almeno leggere e scrivere erano 6.533, dei quali 3.533 maschi e 3.000 femmine.